# کوجی تاکدا
کوجی تاکدا (ژاپنی: 竹田 宏治؛ زادهٔ ۱۴ مهٔ ۱۹۷۳) یک بازیکن فوتبال اهل ژاپن است.
از باشگاه‌هایی که در آن بازی کرده‌است می‌توان به باشگاه فوتبال کاشیما آنتلرز اشاره کرد.